# Phelipanche pseudorosmarina
Phelipanche pseudorosmarina är en snyltrotsväxtart som beskrevs av Pujadas och Munoz. Phelipanche pseudorosmarina ingår i släktet Phelipanche och familjen snyltrotsväxter. Inga underarter finns listade i Catalogue of Life.